# John Brockington
John Brockington (Brooklyn, 7 de septiembre de 1948-San Diego, 31 de marzo de 2023) fue un jugador de fútbol americano estadounidense que jugó siete temporadas en la NFL en la posición de running back con dos equipos, fue a tres Pro Bowl y ganó el novato ofensivo del año.

## Carrera

### Universitario
A nivel universitario jugó las posiciones de halfback y fullback para los Ohio State Buckeyes de 1968 a 1970 en el llamado equipo Super Sophomores, que terminaron con una temporada invicta ganando el campeonato nacional de 1968. Su carrera como universitario terminó con marca de 27-2, corrió para 1,142 yardas y 17 touchdowns. En el año 2000 fue elegido al equipo del siglo de la universidad y dos años después fue introducido al Salón de la Fama de la Universidad Estatal de Ohio.

### Profesional
Fue la novena selección global del Draft de 1971 por los Green Bay Packers detrás de Jim Plunkett, Dan Pastorini, John Riggins y Archie Manning pero por delante de Jack Tatum, Jack Youngblood, Jack Ham y Dan Dierdorf. Fue el primer jugador en la historia de la NFL en correr para más de 1,000 yardas en sus primeras tres temporadas, en su primera temporada ganó el premio al Novato del Año de la NFL en ofensiva al acumular 1,105 yardas terrestres en 14 partidos, y en su carrera corrió para 5,024 yardas; mismo año en el que fue elegido al primer equipo All-Pro, y fue elegido a tres Pro Bowl de manera consecutiva.
En 1974, su producción bajó a 883 yardas terrestres, pero mejoró en recepciones con 341 yardas en 43 recepciones. No obstante, al año siguiente bajó a 434 yardas por tierra y a 406 en 1976. Tras el primer partido de la temporada de 1977 fue liberado por los Green Bay Packers, y contratado por los Kansas City Chiefs tres semanas después, donde jugó 10 partidos y se retiró al finalizar la temporada.

## Tras el retiro
Luego de recibir un trasplante de riñón en 2002 de su eventual esposa Diane Scott, Brockington crearía la Fundación John Brockington para ayudar a personas que necesitaran un trasplante de riñón, orientando y dando material requerido, así como cupones de comida para aquellos pacientes que necesitaban diálisis, y al mismo tiempo buscaba riñones para los trasplantes.